# Hermannia phylliformis
Hermannia phylliformis är en kvalsterart som beskrevs av Wet 1993. Hermannia phylliformis ingår i släktet Hermannia och familjen Hermanniidae. Inga underarter finns listade i Catalogue of Life.